# Deczkowci
Deczkowci (bułg. Дечковци) – wieś w Bułgarii, w obwodzie Wielkie Tyrnowo, w gminie Wielkie Tyrnowo. W 2024 roku liczyła 12 mieszkańców.